# Fryderyka Dorota Zofia z Brandenburgii-Schwedt
Fryderyka Dorota Zofia Brandenburg-Schwedt (ur. 18 grudnia 1736 w Schwedt/Oder; zm. 9 marca 1798 w Stuttgarcie) – córka Fryderyka Wilhelma Brandenburg-Schwedt i jego żony Zofii Doroty, księżniczki pruskiej, siostry Fryderyka II Wielkiego.

## Życiorys
29 listopada 1753 roku wyszła za mąż za Fryderyka Eugeniusza, władcę Wirtembergii.

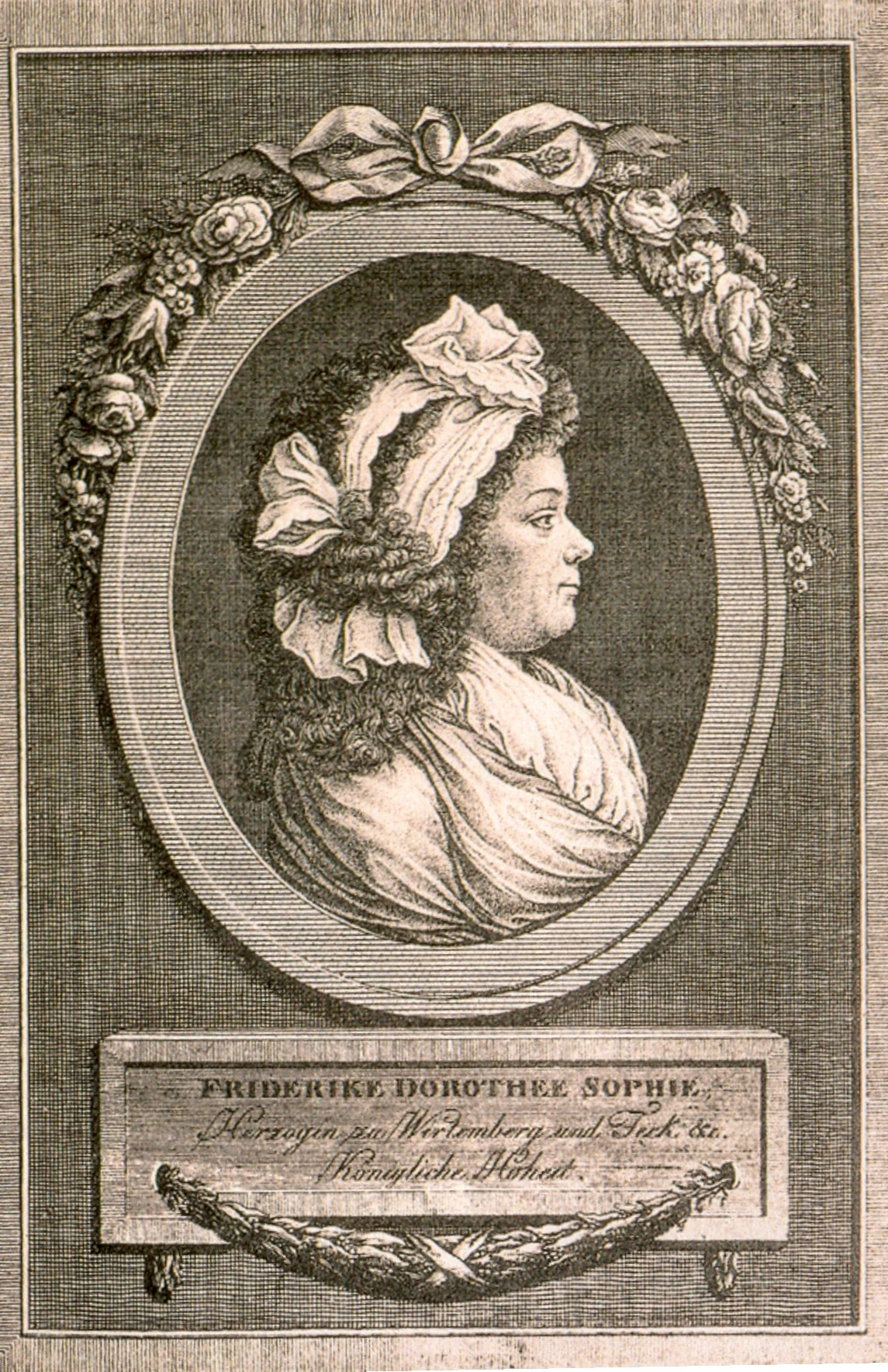
Fryderyka Dorota

## Dzieci
- Fryderyk I Wirtemberski (1754–1816), późniejszy pierwszy król Wirtembergii
- Ludwik Wirtemberski (1756–1817), przodek brytyjskiej królowej Elżbiety II
- Eugeniusz Fryderyk Franciszek Henryk (1758–1822)
- Zofia Dorota Augusta (1759–1828), późniejsza rosyjska caryca Maria Fiodorowna, w 1776 roku wyszła za mąż za Pawła I Romanowa, cara Rosji
- Wilhelm Fryderyk Filip (1761–1830)
- Ferdynand Fryderyk August (ur. 1763)
- Fryderyka Elżbieta Amalia Augusta (1765–1785), żona Piotra Fryderyka Ludwika, księcia Oldenburga
- Elżbieta Wilhelmina Ludwika (1767–1790), żona cesarza Franciszka II Habsburga
- Wilhelmina Fryderyka Katarzyna (ur. 1768)
- Karol Fryderyk Henryk (ur. 1770)
- Aleksander Fryderyk Karol (1771–1833), protoplasta dzisiejszej katolickiej dynastii Wirtembergów
- Henryk Karol Fryderyk (1772–1838)